# Vadžib
Vadžib (arap. waǧib ), dužnost koja nije stroga vjerska obveza u islamu, no pravne škole islama ta dva pojma različito tumače, od izjednačivanja do stroge razlike. 

## Farz i vadžib
Vadži i farz malikijska i šafijska pravna škola tumače kao istu stvar. Praktikant će steći nagradu na Ahiretu, a ako ne prakticira to snalazi ga džehennemska kazna. Razlika u značenju javlja se samo u poglavlju o hadžu u kojem neizvršavanje farda poništava važnost hadža. Nasuprot tome, propuštanje vadžiba nadoknađuje se obveznim klanjem kurbana. Gotovo su istoznačni u hanbelijskoj pravnoj školi. Razlika od farza javlja se u nekim postupcima u namazu, što ovisi je li propust iz namjere ili nenamjere. Propusti li vjernik namjerno vadžib u namazu, namaz je pokvaren. Ako je to bilo nenamjerno ili iz zaborava, vjernik je obvezan učiniti sehvi sedždu. Za fard ovo ne važi i nikakav propust nije opravdan, te je namaz pokvaren pa ga treba ponoviti. Hanefijska pravna škola razlikuje vadžib i farz. Farz je ono što se mora vjerovati i prakticirati, samo je jednog značenja koje se ne može pobiti. U ovo spada npr. namaz, zekat, post, hadž, vjerovanje u Alaha. Poricati farz znači biti kafir, a ne prakticirati farz znači biti fasik (veliki grješnik). Napuštanje prakticiranja farza donosi džehennemsku kaznu. Vadžib je dokazan, no ima više mogućih značenja zbog čega praktičar ne mora biti uvjeren u obvezu ovog propisa. Poricati vadžib ne znači biti kafir, zbog toga što se propis može drugačije shvatiti. Ne sprovodeći vadžib vjernik postaje griješnik, no to nije grijeh kao grijeh pri napuštanju farza. Napuštanje prakticiranja vadžiba ne donosi džehenemsku kaznu, no vjernik gubi Poslanikovo zagovaranje na sudnjem danu.